# Karbazol
Karbazol je aromatično heterociklično organsko jedinjenje. On ima tricikličnu strukturu, koja se sastoji od dva šestočlana benzenova prstena kondenzovana sa pirolskim prstenom. Struktura ovog jedinjenja je bazirana na indolu koji je kondendenzovan sa dodatnum benzenskim prstenom u poziciji 2-3 indola (što je ekvivalentno sa 4a-9a dvostrukom vezom karbazola).

## Sinteza
Klasična laboratorijska organska sinteza carbazola je Borsche-Drechsel ciklizacija'.
U prvom stepenu fenilhidrazin se kondenzuje sa cikloheksanonom u korespondirajući imin. Drugi stepen je hlorovodoničnom kiselinom katalisan rearanžman i zatvaranje prstena do tetrahidrokarbazola. U jednoj modifikaciji oba stepena se odjednom odvijaju izvođenjem reakcije u sirćetnoj kiselini. U trećem stepenu ovo jedinjenje se oksiduje pomoću crvenog olova do karbazola. Još jedan klasičan pristup je Bučererova sinteza karbazola
Drugi metod za sintezu karbazola je Greb-Ulmanova reakcija. U prvom stepenu, N-fenil-1,2-diaminobenzen (N-fenil-o-fenilenediamin) se konvertuje u diazonijum so koja odmah formira 1,2,3-triazol. Triazol je nestabilan, tako da se na povišenim temperaturama azot se oslobađa i nastaje karbazol.

## Spoljašnje veze
- MSDS Архивирано на веб-сајту  (11. октобар 2007)